# Heather Armbrust
Heather Armbrust (Cozad, Nebraska; 21 de julio de 1977) es una culturista profesional estadounidense.

## Primeros años y educación
Armbrust nació en 1977 en el estado de Nebraska. Comenzó a interesarse por el culturismo a los 12 años tras conocer al propietario del gimnasio local, que resultó ser una competidora. Tras graduarse en el instituto de Cozad, se trasladó a Denver (Colorado). En 1998, Heather se trasladó a Texas, donde vivió en Houston, San Antonio y, finalmente, Dallas. En 2001, se trasladó de nuevo a Denver, donde vive actualmente. Finalmente, asistió a la universidad en el Red Rocks Community College.

## Carrera en el culturismo

### Amateur
A los 12 años conoció a la dueña del único gimnasio de su ciudad natal Cozad), Kayleen Canas, que resultó ser una culturista de competición, y su físico musculoso le atrajo al instante. Empezó a ir al gimnasio después del colegio todos los días y Kay se convirtió rápidamente en "una hermana mayor" para ella. Bajo su dirección, empezó a entrenar. Entrenó de forma esporádica durante su adolescencia y, tras graduarse en el instituto, se trasladó a Denver y luego a Dallas, donde empezó a salir con un culturista. Finalmente, poco después de cumplir 21 años, empezó a entrenar con regularidad y a alimentarse con constancia, pero seguía sin querer competir.
No fue hasta el año 2000 cuando Heather hizo su primer show dentro del circuito de la NPC, después de que Brian Crull, un exjuez del NPC de Texas, se ofreciera a prepararla gratis. Ganó dos concursos locales en Texas en el año 2000 y, después de volver a Denver, el peso pesado y la general en el Estado de Colorado al año siguiente. En 2002, en un increíble primer año a nivel nacional, quedó segunda en los pesos pesados en los Nacionales Junior, cuarta en los Estados Unidos, y luego quinta en una clase excepcional de pesos pesados en los Nacionales de Dallas. A la edad de 25 años (los cumplió una semana antes de los Nacionales estadounidenses) y tras sólo dos años compitiendo, era una de las mejores culturistas de peso pesado de Estados Unidos. En 2006, ganó la general y el peso pesado en los Campeonatos de Estados Unidos, obteniendo así su tarjeta profesional.

### Profesional
Heather compitió por primera vez en Ms. International en 2007, donde quedó en tercer lugar. También compitió en su primer Ms. Olympia ese mismo año, donde quedó en quinto lugar. En 2009, quedó en segundo lugar en el Ms. Olympia. Debido a las lesiones, no pudo participar en el Ms. International de 2010. También pasó por una serie de problemas personales que incluían el divorcio, el consumo de alcohol y drogas, así como un periodo de rehabilitación, que la alejaron del deporte y del estilo de vida fitness en general.

### Retiro
En 2011, Heather se retiró del culturismo. En una entrevista de 2012, dijo que planeaba salir del retiro en 2013, pero nunca compitió ese año.

### Legado
Antes de su retirada era considerada por muchos como la más potencial para destronar a Iris Kyle en el Ms. Olympia.

### Historial competitivo
- 2000 - North Texas - 1º puesto
- 2000 - South Texas - 1º puesto
- 2001 - Colorado State - 1º puesto
- 2002 - Junior Nationals - 2º puesto
- 2002 - Nationals - 5º puesto
- 2002 - USA Championships - 4º puesto
- 2003 - USA Championships - 5º puesto
- 2005 - NPC USA Bodybuilding & Figure - 1º puesto
- 2007 - IFBB Sacramento Pro Bodybuilding Grand Prix - 1º puesto
- 2007 - IFBB Ms. International - 3º puesto
- 2007 - IFBB Ms. Olympia - 5º puesto
- 2008 - IFBB Ms. Olympia - 14º puesto
- 2009 - IFBB Ms. International - 4º puesto
- 2009 - IFBB Ms. Olympia - 2º puesto[1][5]

## Vida personal
Heather vive en Wheat Ridge (Colorado). En 2007 se casó con Dylan Armbrust. En 2009 anunciaron su divorcio; no obstante, el 17 de enero de 2014 la pareja volvía a comprometerse. De 2006 a 2008 fue copropietaria del gimnasio Armbrust PRO en Wheat Ridge, Colorado. Fuera de la parcela deportiva, Armbrust también ha destacado por realizar sesiones como modelo erótica y por crear contenido para adultos en plataformas como Onlyfans.